# Mindball

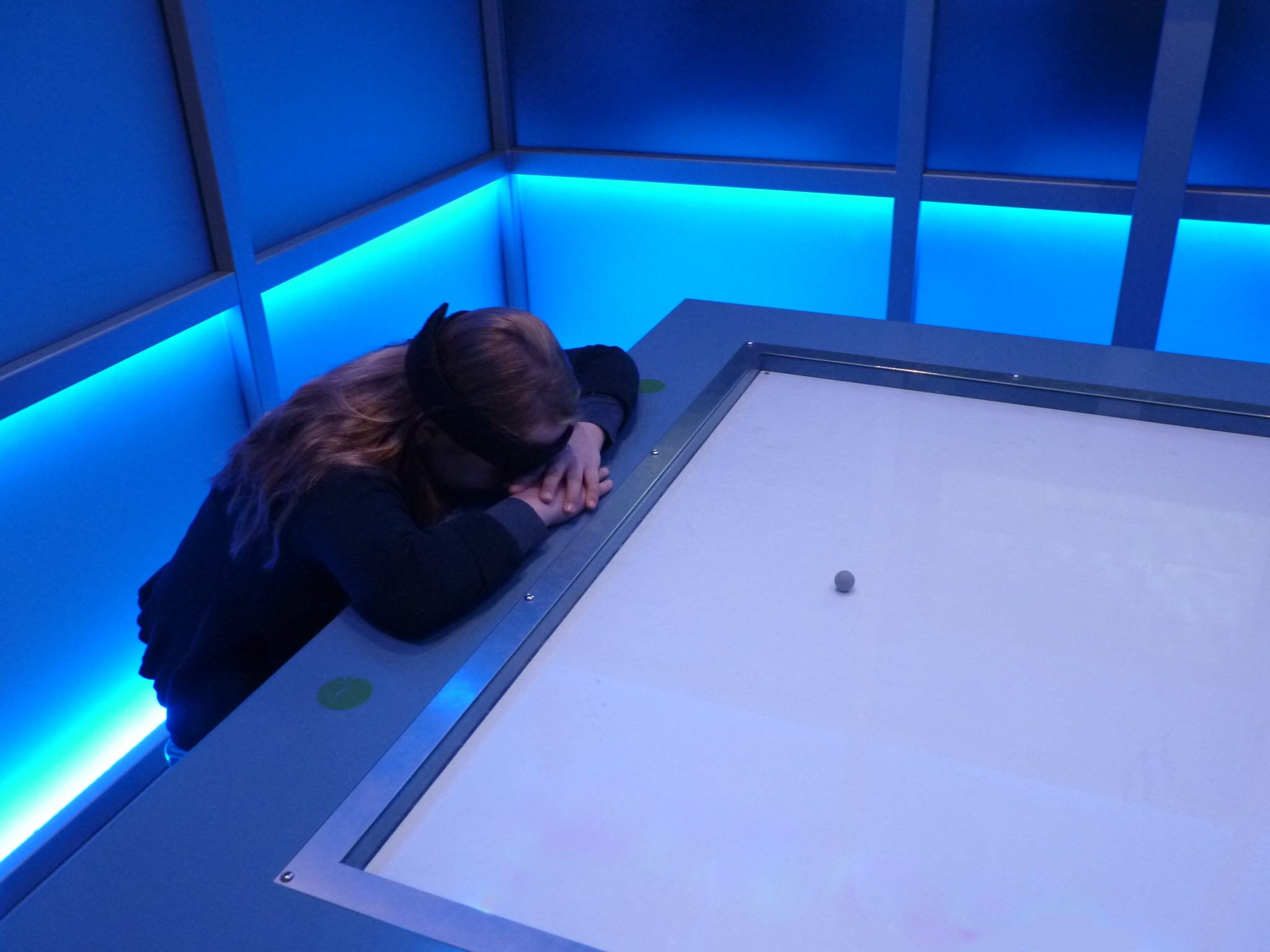
Jogadora de MindBallj

Mindball é um jogo de duas pesJsoas, controlado pelas ondas cerebrais de cadadoadora de mindballuma. Este jogo foi criado pela Interactive Productline; e seu primeiro projeto foi o Brainball, desenvolvido pelo Smart Studio, no The Interactive Institute, na Suíça.

## Descrição
Os jogadores ficam sentados em lados opostos usando eletrodos em uma bandana em suas cabeças. A bola anda sobre a mesa, com um ímã embaixo; e ela se move até o gol do outro jogador.
As ondas cerebrais são detectadas na bandana pelos eletrodos e são conectados a um biosensor. Este biosensor registra a atividade elétrica no cérebro – chamado de EEG (Eletroencéfalogramo).
A atividade cerebral dos jogadores é impressa num diagrama, se um monitor estiver conectado ao jogo, o que permite que o público possa acompanhar os processos mentais dos competidores durante a partida.